# V451 Возничего
V451 Возничего (лат. V451 Aurigae), HD 42314 — двойная звезда в созвездии Возничего на расстоянии приблизительно 1109 световых лет (около 340 парсеков) от Солнца. Видимая звёздная величина звезды — от +7,8m до +7,74m.

## Характеристики
Первый компонент — бело-голубая пульсирующая переменная звезда (LPB) спектрального класса B8 или B7V. Масса — около 3,499 солнечных, радиус — около 2,785 солнечных, светимость — около 86,39 солнечных. Эффективная температура — около 11708 K.
Второй компонент — красный карлик спектрального класса M. Масса — около 117,5 юпитерианских (0,1122 солнечной). Удалён на 2,271 а.е..